# Партизанская (река)

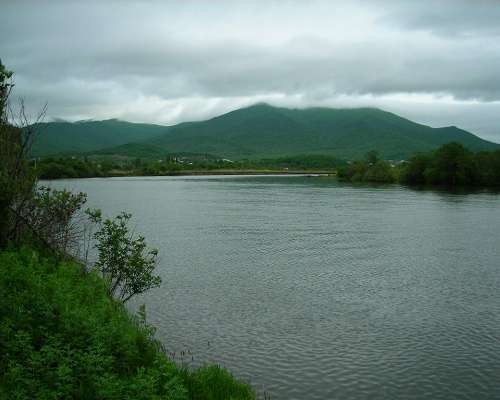
Река Партизанская близ устья

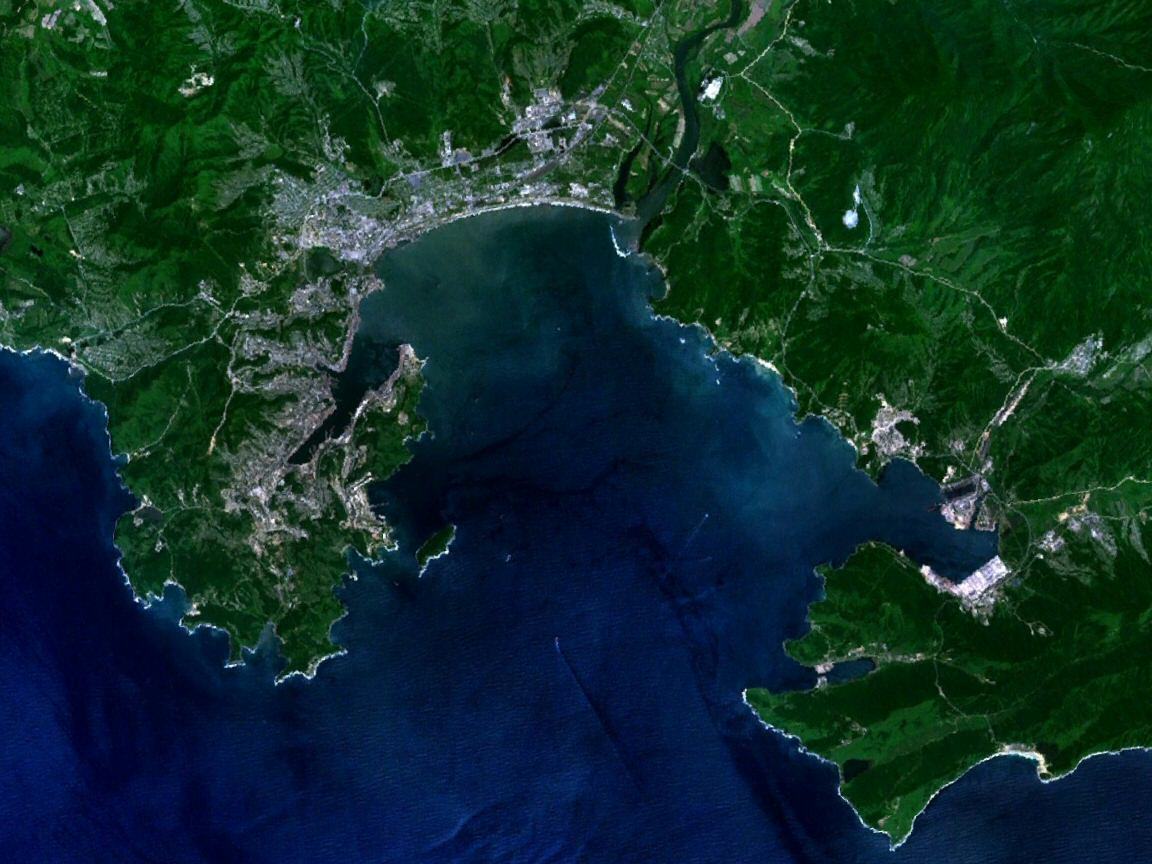
Залив Находка. На севере хорошо видно устье Партизанской

Партиза́нская (до 1850-х годов — Фульхэ и Тарфун, до 1972 года — Суча́н) — река в России, на юге Приморского края. Берёт своё начало на южных склонах Сихотэ-Алиня, впадает в залив Находка. Длина реки — 142 км, площадь водосборного бассейна — 4140 км².

## Название
Названа по городу Партизанску. Ранее была известна как Фульхэ и Тарфун: от маньчжурского «тарфу» — тигр. В 1850-е годы река получила название Сучан: у Венюкова — Суча, у Пржевальского и Арсеньева — Сучан. Происхождение названия Сучан имеет несколько версий:
1. Арсеньев в своей книге «По Уссурийскому краю» объяснял происхождение термина Сучан следующим образом: «Су-чан — площадь, засеваемая растением су-цзы, из которого китайцы добывают так называемое травяное масло». Географ В. Лешкевич трактовал термин — как территорию, которую засеивают соей[3].
2. «сучан» с нанайского языка означает — «глинистая»;
3. «сучан» с китайского — «небольшая, чистая речка», или «речная крепость»;
4. при записи названия Сучан китайскими иероглифами иероглиф «су» означает «возрождённый», второй читается как «чэн» — «крепость», то есть «возрождённая крепость». В долине реки имеются древние городища с крепостями (Шайгинское, Николаевское и другие);
5. название «Сучан» китайскими иероглифами может означать «Крепость Су»: крепость народа сушеней или правителя Су;
6. в эвенкийском и маньчжурском языках слово «сучан» означает «убежать от погони» или «место бегства»;
7. в нанайском языке слово «сусу» (в русском варианте «сучу») означает «заброшенное селение»;
8. «сучан» с китайского — «цветущий» (Ф. В. Соловьев)[2]: от су — чистый, простой и чан — цветущий. По его мнению, название Сучан появилось на картах только в конце 1860-х годов, до этого времени река носила тунгусо-манчжурское название Тарфунь-бира[3].

## Географическое положение
Река Партизанская находится на юге Приморья. Берёт начало с гор Пржевальского — южного отрога хребта Сихотэ-Алинь. Долина реки ограничена с востока Партизанским хребтом, с юго-запада Ливадийским, с севера и северо-запада горами Пржевальского. Впадает в залив Находка Японского моря. Сопка Сестра (318 м), находящаяся на побережье, обозначает устье реки.

## Притоки
Крупные притоки (от истока к устью): реки Сергеевка (левый), Ратная (левый), Мельники (правый), Тигровая (правый), Водопадная (левый).

## Характеристика реки
В верхнем течении русло реки умеренно извилистое. Дно каменистое. Берега крутые, высотой 1—5 м, покрыты лесом и кустарником. В среднем течении русло извилистое, разделяется на рукава и протоки. Плёсы и перекаты чередуются через 100—200 м. Преобладающая ширина реки (в низовье) 50—60 м, наибольшая 350 м. Глубина на перекатах 0,6—0,7 м, на плёсах 1,0—1,5 м, скорости течения воды соответственно составляют 0,8—1,0 и 0,5—0,6 м/сек.
Партизанская река и её притоки имеют горный характер: быстрое течение, каменисто-галечное дно, перекаты и малую глубину. Ниже села Владимиро-Александровского начинается приустьевая часть реки: увеличивается глубина (до 3 м и более), дно становится в основном илистым или песчаным, слабое течение и отсутствие перекатов, ширина достигает 60—80 м. Во время прилива или волнений на море вода в приустьевой части становится солоноватой, возникает обратное течение.
Тигровая река — правый приток Партизанской — от ущелья Щёки до устья имеет полуравнинный характер. Долина Тигровой на этом участке изрезана протоками, старицами, ручьями, сухими руслами и достигает ширины 3—4 км. Много длинных неглубоких плёсов с илистым дном и слабым течением. Вода в речке полупрозрачная из-за большого количества взвешенных глинистых частиц, течение среднее и слабое. Вода в Тигровой летом гораздо теплее, чем в Партизанской перед их слиянием. Устье Тигровой реки на 90 м выше уровня моря.
Путешественник Пржевальский, посетивший эти места в конце 1860-х гг., отмечал:
Из всех прибрежных долин Зауссурийского края самая замечательная по своему плодородию и красоте есть, бесспорно, долина реки Сучана. Гигантский отвесный, как стена, утёс сажен в семьдесят (150 м) вышины обозначает в заливе Америка то место, где находится устье Сучана и откуда начинается его долина, с трёх сторон обставленная горами и открытая только к югу. Эта долина, гладкая как пол, тянется в длину вёрст на 60 и, имея в начале не более 2-х вёрст в поперечнике, постепенно увеличивается по мере приближения к устью реки, так что достигает здесь от четырёх до пяти вёрст ширины.

## Гидрологический режим
Среднегодовой расход воды в Партизанской реке — 36,9 м³/с. Питание реки в основном дождевое. Питание грунтовыми водами относительно слабое.
Ледостав проходит в конце ноября-декабре. В конце ноября появляются забереги, иногда идёт шуга. Обычно к середине декабря речка полностью замерзает. Сходит лёд в марте. Ледохода на Партизанской реке нет. С начала марта появляются провалы и промоины во льду в середине русла. К концу марта речка полностью тает. В верховьях горных ключей наледи сохраняются до мая.
Зимой выпадает около 10 % годовой суммы осадков и речки переходят на подземное питание. Расход воды становится наименьшим. На горных ключах распространены наледи. Когда русла ключей перемерзают до водоупорного слоя, грунтовые воды выше мест перемерзания создают большой напор и выходят на поверхность ледяного покрова ключей через трещины и тут же, на поверхности льда замерзают.
Половодья из-за малоснежных и морозных зим на Партизанской нет, а если после необычно многоснежной зимы уровень воды и поднимается, то очень незначительно.
Летом и в первой половине осени для Партизанской реки обычны наводнения. Их причина — обильные дожди и ливни, приносимые морским муссоном и тропическими циклонами (тайфунами). Как правило, в летние месяцы выпадает более 50 % годовой суммы осадков, а за четыре месяца — июнь, июль, август и сентябрь — до 75 %. Но в отдельные годы половина годовой суммы осадков выпадает не за лето, а за один дождь, который длится несколько суток. Тогда расход воды увеличивается в десятки раз, уровень воды поднимается на 2—3 м, и происходят крупные наводнения. Река затапливает поля, окраины населённых пунктов, а также смывает мосты, водозащитные дамбы и земляное полотно дорог. При очень больших наводнениях вода может подниматься до 6 м. Наводнение может длиться несколько недель. Причём в горных ключах вода поднимается и падает быстрее. Большинство наводнений случается в разгар циклонической деятельности на Тихом океане в конце лета и начале осени.
Наибольшее количество пасмурных дней приходится на июнь. Среднее количество осадков 770—800 мм/год.
Приустьевой участок реки подтапливается приливами Японского моря.

## Топонимия
Список рек и ключей бассейна Партизанской реки, переименованных (с китайского) в 1972 году.
- ключ Эрльдагоу Большой — Болотный Большой
- ключ Эрльдагоу Малый — Болотный Малый
- река Малаза — Сергеевка
- река Тахаба — Орлинка
- река Шайга — Ратная
- река Пенсау — Фроловка
- ключ Пенсау Малый — Орлиный
- река Тудагоу — Мельники
- ключ Мулягоу — Поселковый Большой
- река Сица — Тигровая
- река Сица Малая — Постышевка
- река Шиненгоу — Водопадная
- река Хинхеза — Екатериновка

## Рыбы
В Партизанской реке встречаются следующие виды рыб:
- семейство вьюновых — голец восьмиусый;
- семейство карповых — гольян (три вида: обыкновенный, озёрный, амурский), обыкновенный горчак, верхогляд, восточная краснопёрка (два вида: дальневосточная, японская), серебряный карась, сазан, пескарь амурский;
- семейство кефалевых — пиленгас;
- семейство колюшковых — колюшка (два вида: девяти- и трёхиглая);
- семейство корюшковых — корюшка (три вида: зубастая, проходная малоротая, морская малоротая);
- семейство лососёвых — кунджа, мальма, горбуша, сима, кета, ленок;
- семейство головешковых — ротан;
- семейство змееголовых — змееголов;
- семейство сомовых — амурский сом;
- семейство миноговых (не рыбы, относятся к классу круглоротых) — минога тихоокеанская.

В приустьевой части в солоноватой воде встречается также дальневосточная навага, несколько видов бычков и камбал.
Также в реке обитают речные крабы и раки.

## Населённые пункты в долине Партизанской реки
Сверху вниз:

| На правом берегу: - Слинкино - Углекаменск - Казанка - Лозовый - Новая Сила - Голубовка - Находка (северная часть города) | На левом берегу: - Романовский Ключ - Молчановка - Сергеевка - Южная Сергеевка - Ратное - Ястребовка - Фроловка - Орёл - Водопадное - Николаевка - Новицкое - Перетино - Золотая Долина - Районный центр Владимиро-Александровское |